# Lenhovda landsfiskalsdistrikt
Lenhovda landsfiskalsdistrikt var 1918-1951 ett landsfiskalsdistrikt i Kronobergs län, bildat när Sveriges indelning i landsfiskalsdistrikt trädde i kraft den 1 januari 1918, enligt beslut den 7 september 1917. När Sveriges nya indelning i landsfiskalsdistrikt trädde i kraft den 1 januari 1952 (enligt kungörelsen 1 juni 1951) upplöstes distriktet och dess område delades mellan landsfiskalsdistrikten Kosta och Åseda.
Landsfiskalsdistriktet låg under länsstyrelsen i Kronobergs län.

## Ingående områden

### Från 1918
Uppvidinge härad:
- Dädesjö landskommun
- Herråkra landskommun
- Lenhovda landskommun
- Älghults landskommun